# Sonja Bakić
Sonja Bakić (22. februar 1984, Sombor, Srbija) srpska je pevačica.
Postala je poznata kao učesnik u šouu Operacija trijumf, koji se prikazivao u pet zemalja, (Srbija, Hrvatska, Makedonija, BiH i Crna Gora). Nakon takmičenja napravila dve velike saradnje, sa Tonijem Cetinskim i sa The BeatShakers-ima. Imala je ugovor i sa izdavačkom kućom The Jive.